# The Bends
The Bends és el segon LP d'estudi de la banda britànica Radiohead, publicat el 13 de març de l'any 1995. Va comptar amb la producció de John Leckie i l'enginyeria Nigel Godrich, que va continuar produint tots els futurs àlbums de la banda. El disc va representar una important evolució del so i les lletres del grup respecte al seu àlbum de debut, Pablo Honey. Fou extraordinàriament aclamat per la crítica però, tot i arribar a la quarta posició de la UK Albums Chart, no va superar l'èxit comercialment del senzill "Creep" a la resta del món. Malgrat la manca d'èxit inicial respecte la resta de treballs de Radiohead, amb el pas del temps va aconseguir la certificació de triple platí al Regne Unit i un disc de platí als Estats Units i Europa. Se'n van extreure cinc senzills, entre els quals van destacar el primer, High and Dry, i el darrer, Street Spirit (Fade Out), que fou el primer top cinc de la banda al Regne Unit.

## Informació
Tot i l'èxit aconseguit pel seu àlbum de debut, Pablo Honey, tant al seu país com als Estats Units, el regust que els va deixar aquest disc no fou el desitjat. Per una banda, pel seu so post-grunge foren etiquetats com una petita còpia de Nirvana, i per una altra, només el primer senzill "Creep" va tenir èxit mentre els altres senzills van passar desapercebuts. A més, van haver de tocar "Creep" fins a l'avorriment en els seus concerts. Degut a la pressió de l'èxit aconseguit i a la llargada de la seva gira durant dos anys tocant les mateixes cançons, van aparèixer els primers rumors de separació del grup. Per trencar amb la imatge que se'ls havia fet com a banda típica del canal MTV, el 1994 van llançar l'EP My Iron Lung. En ell es va poder comprovar una transició cap a un so més profund del seu segon treball.
A principis de 1994, Radiohead va començar a treballar en els arranjaments de les cançons per The Bends amb la producció de John Leckie, que van escollir ells mateixos. Per problemes d'agenda de Leckie, van haver d'ajornar el procés d'enregistrament durant unes setmanes i van aprofitar per assajar les cançons. Tot i sentir-se satisfets amb la producció de Leckie i l'enginyeria de Nigel Godrich, els va afectar la pressió per superar l'àlbum predecessor. La discogràfica EMI va marcar el mes d'octubre com a data límit pel llançament de l'àlbum, però com que ho veien molt just, els va suggerir que gravessin el primer senzill al més aviat possible. El grup va treballar en quatre cançons que consideraven candidates. En finalitzar les sessions de gravació a Londres, Radiohead va enregistrar diverses cançons que finalment es van incloure a l'EP My Iron Lung. Seguidament van fer una petita gira i al juny van reprendre les gravacions. A diferència de les sessions inicials, ara van gravar tot el material que tenien previst molt ràpid.
Degut al pobre èxit comercial de l'EP, la discogràfica va decidir unilateralment que els productors de Pablo Honey, Sean Slade i Paul Q. Kolderie, fessin la remescla de les cançons dels disc per als Estats Units. Malgrat les desavinences de Leckie amb EMI, els productors Slade i Kolderie van declarar que no havien fet cap pressió per dur a terme les remescles, sinó que es tractava d'una decisió de la discogràfica amb l'aprovació final de Radiohead.
Segons la mateixa banda, The Bends va marcar l'inici del canvi gradual de Yorke en el seu estil de composició de cançons, de les seves angoixes personals cap a lletres més críptiques, socials i de temes més globals. Això no obstant, la majoria de cançons es veuen com una continuació de Pablo Honey en l'aspecte líric encara que més madures. La premsa britànica va assenyalar que les lletres de Yorke eren molt depressives i alguns van suggerir que seria el següent "màrtir del rock'n roll" o suïcida.
Fou el primer àlbum del grup del qual Stanley Donwood es va encarregar de la composició artística amb la col·laboració de York sota el sobrenom de "The White Chocolate Farm". Originalment, Yorke volia utilitzar una imatge d'un pulmó d'acer (de la cançó "My Iron Lung") en la portada, però malauradament la va perdre. A última hora van decidir fer una metamorfosi entre una fotografia d'un maniquí feta per Donwood i la cara de Yorke. També fou l'últim treball de Radiohead amb fotografies dels membres de la banda.
The Bends va superar el clam aconseguit pel seu predecessor, apareixent en diverses llistes dels millors àlbums de l'any 1995. Aquest fet va permetre que Radiohead tingués un lloc molt destacat dins el moviment independent britànic i allunyant-se de l'estil Britpop en el qual havien estat inclosos inicialment perquè estava de moda en aquesta època. Al Regne Unit van arribar a la quarta posició de la llista d'àlbums i la 88a als Estats Units. Van fer de teloners en la gira britànica de R.E.M. durant el 1995 que els va permetre guanyar popularitat. Posteriorment ha rebut més distincions i ha estat reconegut com un dels discs més influents en la música, especialment la britànica, com Coldplay, Keane o James Blunt. Tot i que la majoria de seguidors prefereixen OK Computer de Radiohead, la majoria de mitjans de comunicació musicals van introduir The Bends en les seves llistes de millors discs de la història, per exemple, la posició 110 en Llista dels 500 millors discs de tots els temps segons Rolling Stone.

## Llista de cançons
Totes les cançons foren escrites i compostes per Radiohead. 
| Núm.          | Títol                          | Durada |
| ------------- | ------------------------------ | ------ |
| 1.            | «Planet Telex»                 | 4:19   |
| 2.            | «The Bends»                    | 4:06   |
| 3.            | «High and Dry»                 | 4:17   |
| 4.            | «Fake Plastic Trees»           | 4:50   |
| 5.            | «Bones»                        | 3:09   |
| 6.            | «(Nice Dream)»                 | 3:53   |
| 7.            | «Just»                         | 3:54   |
| 8.            | «My Iron Lung»                 | 4:36   |
| 9.            | «Bullet Proof... I Wish I Was» | 3:28   |
| 10.           | «Black Star»                   | 4:07   |
| 11.           | «Sulk»                         | 3:42   |
| 12.           | «Street Spirit (Fade Out)»     | 4:12   |
| Durada total: | Durada total:                  | 48:37  |

Cançons de bonificació al Japó
| Núm. | Títol                  | Durada |
| ---- | ---------------------- | ------ |
| 13.  | «How Can You Be Sure?» | 4:20   |
| 14.  | «Killer Cars»          | 3:02   |

### Edició de col·leccionista CD 2
| Núm. | Títol                                                                       | Durada |
| ---- | --------------------------------------------------------------------------- | ------ |
| 1.   | «The Trickster»                                                             | 4:40   |
| 2.   | «Punchdrunk Lovesick Singalong»                                             | 4:38   |
| 3.   | «Lozenge of Love»                                                           | 2:14   |
| 4.   | «Lewis (Mistreated)»                                                        | 3:17   |
| 5.   | «Permanent Daylight»                                                        | 2:47   |
| 6.   | «You Never Wash Up After Yourself»                                          | 1:42   |
| 7.   | «Maquiladora»                                                               | 3:25   |
| 8.   | «Killer Cars» (Versió banda completa)                                       | 4:02   |
| 9.   | «India Rubber»                                                              | 3:24   |
| 10.  | «How Can You Be Sure?»                                                      | 4:20   |
| 11.  | «Fake Plastic Trees» (Acústica)                                             | 4:41   |
| 12.  | «Bullet Proof.. I Wish I Was» (Acústica)                                    | 3:34   |
| 13.  | «Street Spirit (Fade Out)» (Acústica)                                       | 4:26   |
| 14.  | «Talk Show Host»                                                            | 4:39   |
| 15.  | «Bishop's Robes»                                                            | 3:23   |
| 16.  | «Banana Co.» (Versió banda completa)                                        | 2:20   |
| 17.  | «Molasses»                                                                  | 2:25   |
| 18.  | «Just» (BBC Radio One Session - 14 de setembre de 1994)                     | 3:44   |
| 19.  | «Maquiladora» (BBC Radio One Session - 14 de setembre de 1994)              | 3:28   |
| 20.  | «Street Spirit (Fade Out)» (BBC Radio One Session - 14 de setembre de 1994) | 4:19   |
| 21.  | «Bones» (BBC Radio One Session - 14 de setembre de 1994)                    | 3:01   |

## Posicions en llista
| Llista                 | Posició |
| ---------------------- | ------- |
| Australian ARIA Charts | 23      |
| Alemanya               | 73      |
| Nova Zelanda           | 8       |
| UK Albums Chart        | 4       |
| EUA Billboard 200      | 88      |
| Canadà                 | 21      |

## Personal
| - Thom Yorke – veus, guitarra, piano, arranjaments - Jonny Greenwood – guitarra, orgue, sintetitzador, piano, flauta dolça, arranjaments - Colin Greenwood – baix - Ed O'Brien – guitarra, veus - Phil Selway – bateria | - Caroline Lavelle – violoncel - John Matthias – violí, viola - Nigel Godrich – productor, enginyeria - Chris Blair – masterització - Chris Brown – enginyeria - Stanley Donwood – il·lustrations - Paul Q. Kolderie – mescles - John Leckie – producció, enginyeria, mescles - Guy Massey – auxiliar d'enginyeria - Sean Slade – mescles - Jim Warren – producció, enginyeria |